# Rawti Shax
Rawti Shax (en kurdo: ڕەوتی شاخ; «hacia la montaña») fue una organización ciberterrorista kurda-salafista. El grupo fue una rama del grupo yihadista Ansar al-Islam.

## Disolución
En octubre de 2015, 17 miembros, incluido el presunto líder, Mullah Krekar, instalados en Noruega, fueron arrestados. Todos los miembros eran kurdos, excepto un afiliado albanokosovar, y todos fueron arrestados gracias a una redada policial multinacional dirigida por Italia en toda Europa. La operación desmanteló una célula integrada en Italia, Noruega, Reino Unido, Alemania, Finlandia y Suiza.
La red fue acusada de radicalizar, y reclutar combatientes para el Estado Islámico, así como planear ataques contra diplomáticos noruegos y británicos en Medio Oriente y prepararse para establecer un segundo califato en el Kurdistán iraquí, después del Emirato Islámico de Byara. También se sospechó que operaba sus propios campos de entrenamiento. El jefe antiterrorista italiano, Giuseppe Governale, dijo que la operación fue  "la operación policial internacional más importante en Europa en 20 años".

## Arrestos y órdenes de arresto
Diecisiete personas fueron arrestadas en total, todas al menos eran kurdos iraquíes, siendo siete en Italia, cuatro en el Reino Unido, tres en Noruega, dos en Finlandia y uno en Suiza. Se registraron 26 propiedades en total, incluso en Alemania, donde los funcionarios confiscaron dispositivos y documentos electrónicos.
Detenidos en Italia:
- Abdulrahman Newroz, 36, Merano, kurdo iraquí, presunto líder operativo de la red, arrestado y mandado a prisión, entrenó al menos a cinco yihadistas que viajaron a Siria e Irak
- Eldin Hodza, 26, Merano, albanokosovar, entrenó con yihadistas en Siria, financiado por el cabecilla italiano desde 2014
- Auch Mohamad Goran Fatah, 29, Merano, kurdo iraquí, admitió estar en contacto con otros detenidos, supuestamente parte del círculo de la organización.
- Hama Mahmood Kaml, 30, Merano, kurdo iraquí, conductor de una empresa de transporte y simpatizante de ISIS.
- Ali Salih Abdullah, 38, Bolzano, kurdo iraquí, cabecilla de comunicaciones del grupo.
- Ibrahim Jamal, 31, Bolzano, kurdo iraquí, apodado " Hitler ", luchó con ISIS en 2012, anteriormente vivió en Inglaterra, difundiendo propaganda yihadista y habló de la necesidad de ataques terroristas en Europa o contra intereses europeos, así como de liberar a Mullah Krekar de prisión
- Hasan Samal Jalal, 36, Bolzano, kurdo iraquí, sospechoso de estar preparado para cometer atentados terroristas

Arrestado en Noruega:
- Mullah Krekar, presunto líder de la red, acusado ya en prisión, líder original de Ansar al-Islam, presuntamente prometió apoyo a ISIS en 2014[11]
- Karim Rahim Twana, 38, Fredrikstad, ciudadano noruego kurdo, abiertamente partidario del yihadismo y colaborador cercano de Krekar
- Kamil Jalal Fatah, 42, Drammen, kurdo iraquí, visitó a Krekar en prisión, facilitaba las comunicaciones con el cabecilla italiano

Orden de arresto en Finlandia:
- Masculino sin identificar, se unió a ISIS, presuntamente muerto en combate en marzo de 2014

Orden de arresto en Suiza:
- Masculino sin identificar, se unió al Frente Al-Nusra en junio del 2014

Además, se creía que la red tenía células en Suecia, Grecia, Siria, Irán e Irak.
En marzo de 2016, 4 sospechosos que habían sido previamente arrestados en Reino Unido fueron liberados sin cargos, después de ganar el caso en la corte contra su extradición a Italia.

## Extradiciones a Italia
Varios sospechosos han sido extraditados a Italia:
- Mullah Krekar fue xtraditado en marzo del 2020.[17] He is serving a prison sentence as of 2020.
- Un masculino de 43 años fue extraditado desde Noruega en octubre del 2020; el es kurdo, pero con ciudadanía noruega.[18] Sin embargo, los medios afirmaron en 2019 que su ciudadanía noruega había sido retirada y actualmente permanece apatrída.[19]